# NGC 3358
NGC 3358 este o galaxie lenticulară situată în constelația Mașina Pneumatică. A fost descoperită în 2 februarie 1835 de către John Herschel. Se află la o distanță de 40,75 de megaparseci de Pământ.